# Troisième circonscription de Wenago
La troisième circonscription de Wenago est une des 121 circonscriptions législatives de l'État fédéré des nations, nationalités et peuples du Sud, elle se situe dans la Zone Gedeo. Sa représentante de 2005 à 2009 est Genet Kebede Gelgelu.